# Chantrigné

Chantrigné este o comună în departamentul Mayenne, Franța. În 2009 avea o populație de 608 de locuitori.